# New Jeans (мини-альбом)
New Jeans — дебютный мини-альбом южнокорейской женской группы NewJeans, выпущенный на лейблах ADOR (дочернее предприятие Hybe Co.) и YG Plus (совместное предприятие Hybe Co. и YG Entertainment) 1 августа 2022 года в качестве неожиданного релиза. Длится 12 минут и 50 секунд и состоит из четырёх песен, лишь одна из которых — «Hurt» — не вышла в качестве сингла.
Продюсерами альбома выступили CEO ADOR Мин Хиджин, корейский EDM-музыкант и музыкальный продюсер 250 и корейский песенник и продюсер Пак Чинсу. Первый ведущий сингл с него — «Attention» — вышел 22 июля 2022 года, второй — «Hype Boy» — 23 июля, а заглавный сингл «Cookie» — 1 августа, одновременно с альбомом. Пластинка удостоилась положительных отзывов критиков, которые усмотрели в ней стилистику поп- и RnB-музыки 1990-х и 2000-х годов. Ряд авторов назвал его новым веянием в K-pop, а другие включили альбом и песни с него в списки лучших релизов года.

## Предыстория и релиз
Ещё в начале 2019 года Big Hit Entertainment (так тогда назывался Hybe Co.) объявила о подготовке к дебюту новой женской группы в коллаборации с лейблом Source Music под руководством его CBO и бывшего креативного директора SM Entertainment Мин Хиджин. В дальнейшем проект переместился в организованный в составе Big Hit Entertainment лейбл ADOR, а Мин Хиджин стала его CEO. Медиа писали о том, что дебют новой группы может состоятся уже в третьем квартале 2022 года.
Во второй половине года стали появляться тизеры с числами «22», «7» и «22». Это привело к слухам о том, что дебют группы должен состоятся уже 22 июля. Однако точную дату дебюта благодаря автономии лейбла ADOR не знали даже в Hybe Co. Мин Хиджин рассказывала, что всех и так привлёк тот факт, что это «группа Мин Хиджин», и она хотела выпустить релиз максимально неожиданно, чтобы все сосредоточились на музыке, а не на мероприятиях по её продвижению. 22 июля 2022 года, без дополнительной подготовки к релизу и какой-либо информации о составе группы, появился дебютный ведущий сингл «Attention». В клипе на него участницы группы посетили концерт испанской группы Jan Bonet Trio, на котором она исполняла сингл «See You In My Dreams». Такие «неожиданные релизы» в целом редки в кей-поп-индустрии, а неожиданные дебюты групп случаются настолько редко, что обычно привлекают повышенное внимание.
23 июля появился второй сингл группы «Hype Boy», а также 50-ти секундный клип, раскрывающий имена участниц, дополнительно сопровождаемый четырьмя музыкальными клипами на песню (при этом в целом релиз сопровождали 6 видео, выложенных на видеохостинг YouTube). Они рассказывают общий сюжет (по одному на участницу кроме Даниэль и Хэрин, у которых общая история) о первой любви. Песня стала вирусной и сделала NewJeans новыми звёздами индустрии. 25 июля вышел клип на трек «Hurt», однако в качестве сингла эта песня выпущена не была. 28 июля количество предзаказов на альбом превысило число в 444 тысячи копий. В составе альбома, согласно заявлению от 22 июля, должен был присутствовать ещё один сингл, которым стал «Cookie», выпущенный в день выхода альбома. В интервью журналу Billboard Мин Хиджин рассказывала, что её всегда расстраивало, что в кей-попе всё внимание привлекают лишь синглы, именно поэтому она решила выпустить в таком качестве почти все песни из альбома, а клипы снять и вовсе на каждый трек — чтобы «дать засиять» каждой из песен в отдельности.

## Жанр и композиции
Первый сингл «Attention» построен на чувстве ностальгии по старым временам. В нём музыка RnB эпохи 1990-х годов плавно сочетается со вступлением, которое звучит как современная композиция, — из брейков и вокальных семплов. В целом песня нацелена на вызов чувства расслабления. Она записана в тональности си-бемоль минор при темпе 105 ударов в минуту. Трек длится ровно три минуты. Во втором сингле «Hype Boy» куда более сильно звучит синтезатор, нежели в первом сингле группы, однако основой всё равно остаются голоса девушек. Кроме того песня звучит более свежо и быстро, нежели «Attention», но при этом всё равно остаётся в стиле групп 2000-х годов, таких как TLC и En Vogue, и певицы Алии, как и предыдущий сингл группы. Она длится 2 минуты и 56 секунд и записана в тональности ми минор при темпе 100 ударов в минуту. Третий сингл «Cookie» представляет собой клубный RnB- и данс-поп-трек с бриджем в стиле нью-джерсийской клубной музыки и минималистичным хип-хоп-битом. Песня записана в тональности си мажор при темпе 157 ударов в минуту. Она длится 3 минуты и 56 секунд. Не вышедшая в качестве сингла песня «Hurt» представляет собой акустический поп-трек. Она записана в тональности си-бемоль минор и темпе 180 ударов в минуту. Трек длится 2 минуты и 58 секунд.

## Восприятие
| Оценки критиков | Оценки критиков |
| Источник        | Оценка          |
| --------------- | --------------- |
| IZM             | [ 26 ]          |
| NME             | [ 17 ]          |

Критик онлайн-журнала IZM Хан Сонхён поставил альбому оценку в три звезды из пяти возможных. По его словам, альбом ожидаемо вызывает отклик у подростков того же возраста, что и группа, а также тех, кто «смутно помнит» приёмы ранней кей-поп-музыки. Альбом, по мнению критика, основан на желании вызвать у слушателя чувство дежавю, поскольку песни вызывают чувство ностальгии по композициям ранних корейских айдолов. Две последних песни — «Hurt» и «Cookie», — по словам Хан Сонхёна, являются более неясными чем предыдущие и скорее способом сделать новый шаг вперёд. В целом же он назвал альбом New Jeans «определённо успешным первым шагом», однако отметил, что для того, чтобы запомниться как самобытный коллектив, а не просто очередной проект Мин Хиджин, группе нужно будет сделать больший упор на оригинальность. Критик журнала New Musical Express Кармен Чин поставила альбому аналогичную оценку и назвала группу и её альбом «тёмной лошадкой» в мире новых релизов 2022 года, от большинства из которых было понятно, что ждать. NewJeans же решили пойти против стандартной линии кей-попа и показать слушателям нечто новое, но при этом вызывающее ностальгию. По словам рецензентки, треки выделяются своей лёгкостью, поэтому слушаются как глоток свежего воздуха. По мнению Кармен, «Hurt» представляет собой передышку с однотонными грувами, в то время как последняя «Cookie» выделяется отличной музыкальной составляющей и спорной текстовой из-за кажущейся намеренной сексуализации.
Все синглы альбома заняли места в списках лучших песен года. Так критики New Musical Express поставили «Attention» на седьмое, а «Hype Boy» и вовсе на первое место в своём списке лучших кей-поп-релизов года. Обе песни также попали в списки CNN Philippines, Nylon, Her Campus и Teen Vogue. «Hype Boy» кроме этого попала в списки лучших от таких изданий, как South China Morning Post, Mashable, The Korea Herald и Rolling Stone, а «Attention» заняла места в списках Dazed, Billboard и Cosmopolitan. «Cookie» расположилась на 11 месте в списке лучших от Джона Караманики из The New York Times.
Музыкальные критики южнокорейского вебзина Idology расположили альбом в своём списке лучших релизов 2022 года. Так критик Ренди писал, что альбом звучит «мягко и сладко» и благодаря этому успокаивает. Критик Rain Tears назвал альбом «идеологическим ретро» в его искусственно идеализированной форме, но при этом звучащем крайне естественно. Критик Squeep назвал альбом противовесом традиционной «правильности» кей-попа, коей является непререкаемая естественность. Пластинка вошла в список лучших кей-поп-альбомов от авторов вебзина Uproxx и расположилась на 15 месте в списке лучших кей-поп-альбомов журнала Billboard, чей критик Бенджамин Джефф назвал его редким сборником песен, каждая из которых «кричит слово „хит“», и на 46 месте в общем, вне зависимости от жанра, списке лучших альбомов года по версии авторов журнала Rolling Stone, критик которого назвал альбом одним из главных фуроров года с четырьмя песнями, каждая из которых выделяется уникальным, отличным от прочих, звучанием и опирается на эстетику 90-х годов, благодаря чему представляет собой значительный фундамент для дальнейшего развития и роста группы.

### Награды и номинации
| Год  | Церемония                 | Награда                                           | Результат | Источник |
| ---- | ------------------------- | ------------------------------------------------- | --------- | -------- |
| 2022 | Melon Music Awards        | Альбом года                                       | Номинация | [ 39 ]   |
| 2023 | Circle Chart Music Awards | Новичок года (Одновременно и группе, и пластинке) | Номинация | [ 40 ]   |
| 2023 | Korean Music Awards       | Альбом года                                       | Номинация | [ 41 ]   |
| 2023 | Korean Music Awards       | Лучший альбом в стиле K-pop                       | Победа    | [ 42 ]   |

## Список композиций
| №                   | Название            | Текст песни               | Музыка                  | Аранжировка         | Длительность |
| ------------------- | ------------------- | ------------------------- | ----------------------- | ------------------- | ------------ |
| 1.                  | «Attention»         | Gigi, Duckbay, Даниэль    | 250, Duckbay            | 250                 | 3:00         |
| 2.                  | «Hype Boy»          | Ylva Dimberg, Gigi, Ханни | Ylva Dimberg и 250      | 250                 | 2:56         |
| 3.                  | «Hurt»              | Аманда Лундстедт, Gigi    | 250, Аманда Лундстедт   | 250                 | 2:58         |
| 4.                  | «Cookie»            | Ylva Dimberg, Gigi        | Ylva Dimberg, Пак Чинсу | Пак Чинсу           | 3:56         |
| Общая длительность: | Общая длительность: | Общая длительность:       | Общая длительность:     | Общая длительность: | 12:50        |

## Чарты
| Чарт (2022—2023)                        | Высшая позиция |
| --------------------------------------- | -------------- |
| Хорватия (Иностранный, HDU)             | 7              |
| Германия (Offizielle Top 100)           | 91             |
| Япония (Oricon)                         | 12             |
| Япония (Комбинированный, Oricon)        | 10             |
| Япония (Горячая сотня, Billboard Japan) | 22             |
| Республика Корея (Продаж, Circle)       | 1              |
| Швейцария (Schweizer Hitparade)         | 85             |
| США (Международной музыки, Billboard)   | 6              |

| Чарт (2022)                       | Высшая позиция |
| --------------------------------- | -------------- |
| Япония (Продаж, Oricon)           | 35             |
| Республика Корея (Продаж, Circle) | 4              |

| Чарт (2022)                       | Издание      | Позиция |
| --------------------------------- | ------------ | ------- |
| Республика Корея (Продаж, Circle) | Оригинальное | 34      |
| Республика Корея (Продаж, Circle) | Weverse ver. | 60      |